# Fering

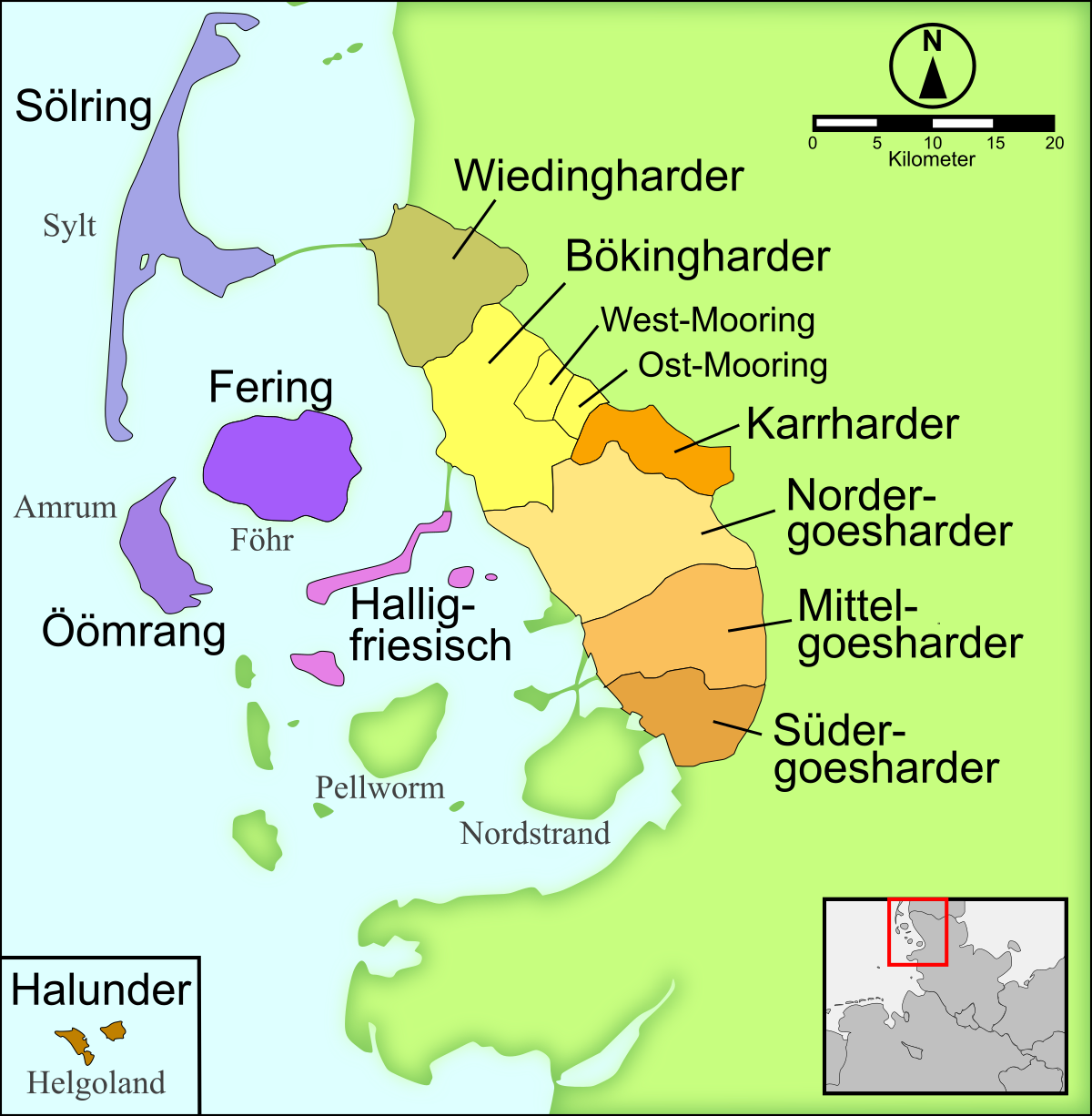
Karte der Verbreitung nordfriesischer Dialekte

Fering, im Deutschen auch Ferring, Föhring oder Föhrer Friesisch, ist ein nordfriesischer Dialekt, welcher auf der Insel Föhr (friesisch: Feer) im Kreis Nordfriesland gesprochen wird. Zusammen mit dem Dialekt Öömrang auf der benachbarten Insel Amrum bildet das Fering einen der zehn Hauptdialekte der nordfriesischen Sprache; dabei gehört es zum inselfriesischen Zweig.
Etwa 3000 Personen beherrschen diese Sprache noch. Fering wird vor allem in den Dörfern des Föhrer Westerlands gesprochen. Das Fering wird in drei Ortsdialekte gegliedert: das weesdring in Westerland Föhr, die Mundart aasdring in Osterland Föhr und das auch Südföhring genannte boowentaareps.
Eines der ersten schriftlichen Dokumente ist die Übersetzung von Martin Luthers Kleinem Katechismus ins Föhrer Friesisch um 1600. Auch das älteste überlieferte Sprachzeugnis in nordfriesischer Sprache stammt von Föhr, die zwar erst im 19. Jahrhundert aufgezeichnete, aber wahrscheinlich aus dem 15. oder 16. Jahrhundert stammende Ballade A bai a reder (auch: redher).
Im Zusammenhang mit der Förderung des Nordfriesischen auf Föhr sind vor allem der Fering Ferian („Föhrer Verein“) und die Ferring Stiftung sowie das Nordfriisk Instituut in Bredstedt zu nennen. 1973 bis 1985 erschien in unregelmäßigen Abständen die Zeitschrift Fering-öömrang Breipot mit Beiträgen in Fering und Öömrang. Gelegentlich erscheinen Beiträge auf Fering in der Tageszeitung Der Insel-Bote, der in Wyk auf Föhr erscheint.

## Beispiel: Etwas freie Übersetzung eines Wilhelm-Busch-Gedichts
Maks an Moorits
En wurd fööruf
Och, wat feit ‘em faan fülk biaren
föl tu leesen an tu hiaren,
so, nü tu’n bispal uk
Maks an Moorits uun das buk,
wat, uunsteed ham nü mä liaren
noch tu’n guuden tu bekiaren,
flooksis noch diarauer huanet
an diarauer hiamelk spuanet. –
Jä, mä sok fülk iarigdun,
diarmä as ham gau tu hun! –
Mensken piare an uk tiaren,
aapler, plumen steel an peeren –
diarbi hee ham’t uu so net.
Det’s uk ei so föl fertret
üüs uun sark of uk uun skuul
stal tu saten üüb a stuul. –
Naan, uu naan! Wat skel wel skä,
wan ik üüb at aanj nü sä!! –
Naan, det wiar en iarig ding,
üüs det Maks an Moorits ging.
Diaram as, wat jo nü drewen,
hir apteekend an beskrewen.
Max und Moritz
Vorwort
Ach, was muss man oft von bösen
Kindern hören oder lesen!
Wie zum Beispiel hier von diesen,
Welche Max und Moritz hießen,
Die, anstatt durch weise Lehren
Sich zum Guten zu bekehren,
Oftmals noch darüber lachten
Und sich heimlich lustig machten.
Ja, zur Übeltätigkeit,
Ja, dazu ist man bereit
Menschen necken, Tiere quälen
Äpfel, Birnen, Zwetschen stehlen
Das ist freilich angenehmer
Und dazu auch viel bequemer,
Als in Kirche oder Schule
Festzusitzen auf dem Stuhle.
Aber wehe, wehe, wehe!
Wenn ich auf das Ende sehe
Ach, das war ein schlimmes Ding,
Wie es Max und Moritz ging.
Drum ist hier, was sie getrieben,